# 28e régime
 (mai 2025).
Les 28es régimes sont des cadres juridiques proposés des règles de l'Union européenne qui ne remplacent pas les règles nationales des États membres mais constituent une option facultative autre que celles-ci. Le nombre « 28 » dans le nom provient des 27 États membres de l'UE et de leurs systèmes juridiques nationaux, qui sont étendus par une nouvelle possibilité à l'échelle de toute l'UE.

## Exemples
1. Statut de société européenne[1]
2. projet de droit européen des contrats[2]
3. Droit européen des contrats d'assurance[2]
4. Juridiction unifiée du brevet ;
5. Autorisation de l'Union au titre de la directive sur les produits biocides

En janvier 2025, la présidente de la Commission européenne, Ursula von der Leyen, a créé un groupe de projet pour travailler sur des propositions de 28e régime pour les start-ups et les scale-ups.